# Trifolium trichocephalum
Trifolium trichocephalum är en ärtväxtart som beskrevs av Friedrich August Marschall von Bieberstein. Trifolium trichocephalum ingår i släktet klövrar, och familjen ärtväxter. Inga underarter finns listade i Catalogue of Life.